# Olympische Sommerspiele 2016/Segeln – 49er (Männer)
Die Segelregatta mit dem 49er der Männer bei den Olympischen Sommerspielen 2016 in Rio de Janeiro wurde vom 12. bis 18. August 2016 ausgetragen.

## Titelträger
| Olympiasieger | Nathan Outteridge / Iain Jensen | London 2012    |
| Weltmeister   | Blair Tuke / Peter Burling      | Santander 2014 |

## Zeitplan
| ● | Regatta | ● | Medal Race |

| Datum   | August  | August  | August  | August  | August   | August  | August  |
| Datum   | 12. Fr. | 13. Sa. | 14. So. | 15. Mo. | 16. Di.  | 17. Mi. | 18. Do. |
| ------- | ------- | ------- | ------- | ------- | -------- | ------- | ------- |
| Regatta | 1/2/3   | 4/5/6   | frei    | 7/8/9   | 10/11/12 | frei    | ●       |

## Ergebnisse
| - † = Streichergebnis - UFD = "U" flag disqualification - BFD = "Black" flag disqualification - RDG = Redress given (Anerkannte Abhilfe) - DNF = Did not finish (Rennen nicht beendet) - DSQ = Disqualifikation - OCS = On the course side of the starting line (Falsche Position bei Start) |

| Rang | Athleten                            | Nation             | Regatta | Regatta | Regatta   | Regatta | Regatta   | Regatta   | Regatta   | Regatta | Regatta   | Regatta | Regatta | Regatta | Regatta | Punkte | Punkte                |
| Rang | Athleten                            | Nation             | I       | II      | III       | IV      | V         | VI        | VII       | VIII    | IX        | X       | XI      | XII     | MR      | Gesamt | Mit Streich- ergebnis |
| ---- | ----------------------------------- | ------------------ | ------- | ------- | --------- | ------- | --------- | --------- | --------- | ------- | --------- | ------- | ------- | ------- | ------- | ------ | --------------------- |
| 1    | Peter Burling Blair Tuke            | Neuseeland         | 1       | 1       | 5         | 2       | 7†        | 6         | 2         | 3       | 1         | 3       | 5       | 4       | 2       | 42     | 35                    |
| 2    | Nathan Outteridge Iain Jensen       | Australien         | 13†     | 8       | 2         | 5       | 10        | 12        | 4         | 5       | 8         | 2       | 7       | 7       | 8       | 91     | 78                    |
| 3    | Erik Heil Thomas Plößel             | Deutschland        | 6       | 3       | 1         | 3       | 4         | 13        | 14        | 4       | 5         | 10      | 4       | 18†     | 16      | 101    | 83                    |
| 4    | Jonas Warrer Christian Peter Lübeck | Dänemark           | 8       | 9       | 21† (DSQ) | 15      | 1         | 5         | 6         | 13      | 14        | 18      | 1       | 2       | 6       | 119    | 98                    |
| 5    | Julien d’Ortoli Noé Delpech         | Frankreich         | 20†     | 12      | 16        | 12      | 2         | 9         | 1         | 1       | 3         | 17      | 9       | 14      | 4       | 120    | 100                   |
| 6    | Dylan Fletcher Alain Sign           | Großbritannien     | 15      | 10      | 7         | 20†     | 14        | 4         | 5         | 6       | 9         | 1       | 6       | 3       | 20      | 120    | 100                   |
| 7    | Yago Lange Klaus Lange              | Argentinien        | 11      | 7       | 6         | 16      | 12        | 16        | 21† (DSQ) | 2       | 2         | 11      | 3       | 11      | 14      | 132    | 111                   |
| 8    | Łukasz Przybytek Paweł Kołodziński  | Polen              | 2       | 13      | 9         | 9       | 5         | 9,3 (RDG) | 18†       | 11      | 7         | 16      | 18      | 9       | 10      | 136,3  | 118,3                 |
| 9    | Diego Botín Iago López              | Spanien            | 16      | 5       | 3         | 13      | 6         | 10        | 13        | 15      | 18†       | 12      | 2       | 13      | 12      | 132    | 120                   |
| 10   | Ryan Seaton Matt McGovern           | Irland             | 14      | 2       | 4         | 1       | 13        | 17        | 12        | 7       | 13        | 19      | 20†     | 1       | 18      | 141    | 121                   |
| 11   | Marco Grael Gabriel Borges          | Brasilien          | 10      | 11      | 8         | 7       | 19†       | 7         | 10        | 17      | 10        | 8       | 15      | 6       | –       | 128    | 109                   |
| 12   | Nico Delle Karth Nikolaus Resch     | Österreich         | 17      | 6       | 10        | 18      | 3         | 14        | 3         | 14      | 21† (DNF) | 4       | 11      | 16      | –       | 137    | 116                   |
| 13   | Sébastien Schneiter Lucien Cujean   | Schweiz            | 5       | 16      | 12        | 4       | 17†       | 15        | 15        | 10      | 16        | 5       | 17      | 5       | –       | 137    | 120                   |
| 14   | Ruggero Tita Pietro Zucchetti       | Italien            | 7       | 20†     | 19        | 11      | 15        | 8         | 9         | 9       | 6         | 7       | 10      | 19      | –       | 140    | 120                   |
| 15   | Pavle Kostov Petar Cupać            | Kroatien           | 9       | 17      | 11        | 10      | 11        | 1         | 17        | 18†     | 15        | 13      | 8       | 10      | –       | 140    | 122                   |
| 16   | Jorge Lima José Costa               | Portugal           | 4       | 4       | 18        | 6       | 16        | 21† (DSQ) | 11        | 19      | 4         | 9       | 19      | 12      | –       | 143    | 122                   |
| 17   | Yannick Lefèbvre Tom Pelsmaekers    | Belgien            | 19      | 14      | 13        | 17      | 9         | 3         | 8         | 8       | 12        | 20†     | 14      | 8       | –       | 145    | 125                   |
| 18   | Yukio Makino Kenji Takahashi        | Japan              | 3       | 15      | 17        | 8       | 8         | 2         | 19        | 12      | 17        | 15      | 16      | 20†     | –       | 152    | 132                   |
| 19   | Thomas Barrows Joe Morris           | Vereinigte Staaten | 18      | 19      | 14        | 14      | 21† (DSQ) | 11        | 16        | 16      | 11        | 6       | 13      | 17      | –       | 176    | 155                   |
| 20   | Benjamín Grez Cristóbal Grez        | Chile              | 12      | 18      | 15        | 19      | 18        | 21† (DSQ) | 7         | 20      | 21 (DNF)  | 14      | 12      | 15      | –       | 192    | 171                   |